# Монилівка
Мони́лівка — село в Україні, у Зборівській міській громаді Тернопільського району Тернопільської області. Розташоване на заході району.
Раніше було підпорядковане Ярославицькій сільраді(2016).  До Монилівки належав хутір Волочівка, нині незаселений.
Населення — 257 осіб (2001).

## Історія
Поблизу села виявлено археологічні пам'ятки давньоруської культури.
Перша писемна згадка — 1532.
1 серпня 1934 року внаслідок адміністративної реформи село включене до новоствореної у Зборівському повіті об'єднаної сільської гміни Оліїв.
Діяли «Просвіта» та інші українські товариства, кооператива.
12 червня 2020 року, відповідно до розпорядження Кабінету Міністрів України № 724-р «Про визначення адміністративних центрів та затвердження територій територіальних громад Тернопільської області» увійшло до складу Зборівської міської громади.
19 липня 2020 року, в результаті адміністративно-територіальної реформи та ліквідації Зборівського району, село увійшло до складу Тернопільського району.

## Пам'ятки
Є церква святого архістратига Михаїла (1927, кам'яна), капличка Матері Божої (2000).
Збережені поховання німецьких солдатів, полеглих під час німецько-радянської війни, насипана символічна могила Борцям за волю України (1991).

## Соціальна сфера
Нема школи, бібліотеки, а скоро і клубу не буде

## Відомі люди
У селі 1947 року жив український поет, журналіст Бахтинський Михайло Йосипович.

## Галерея

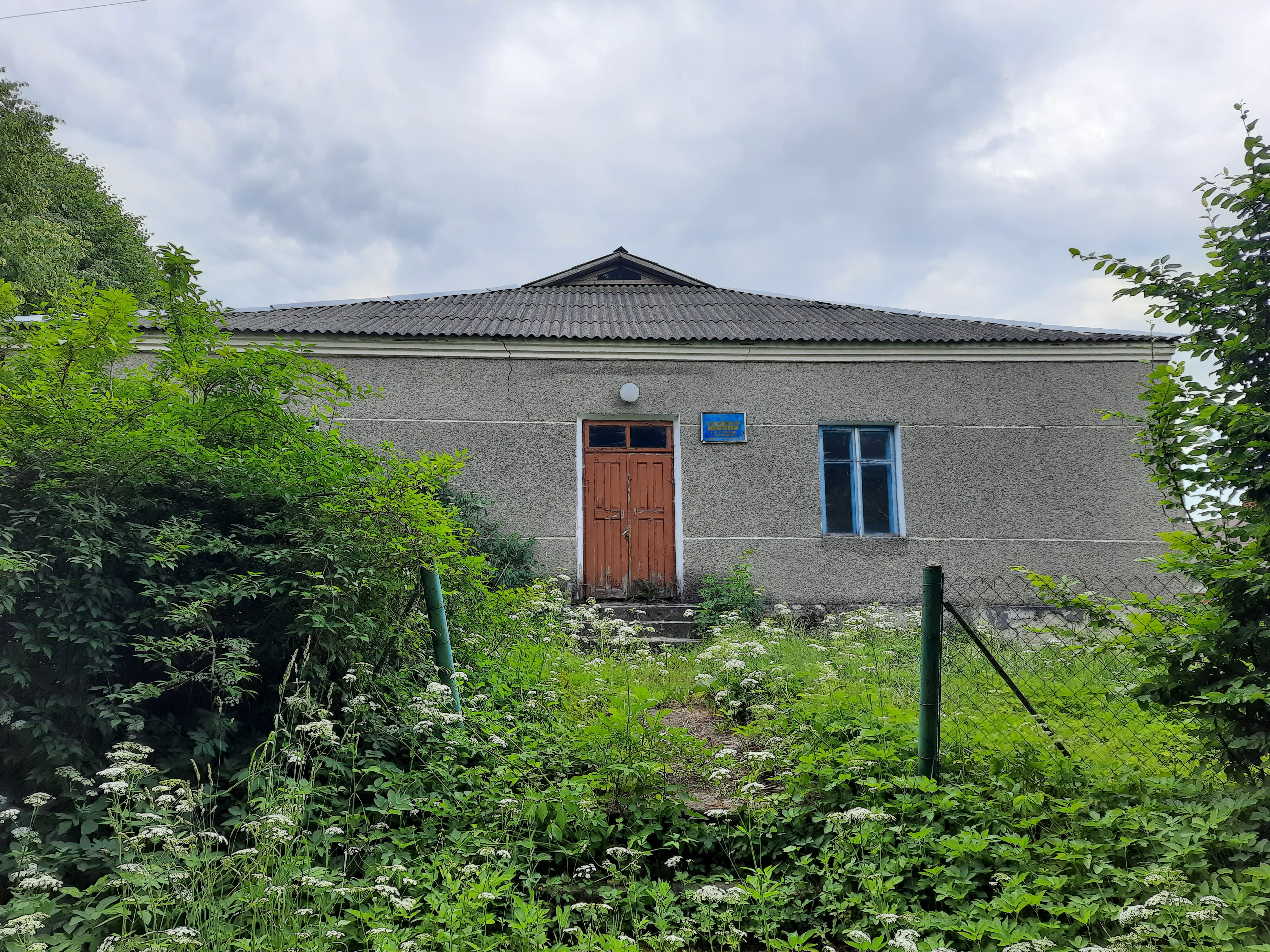
Школа
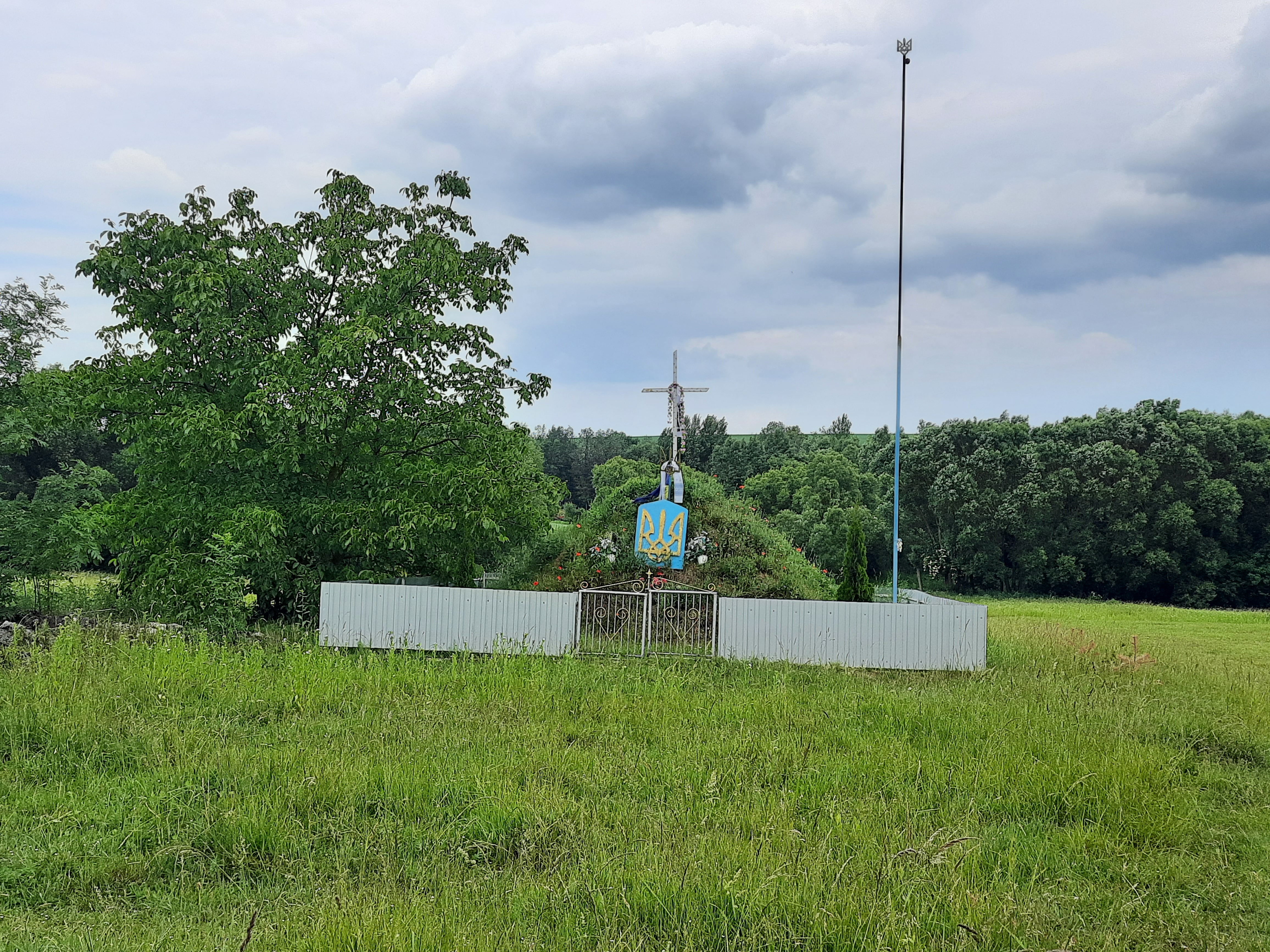
Символічна могила борцям за волю України
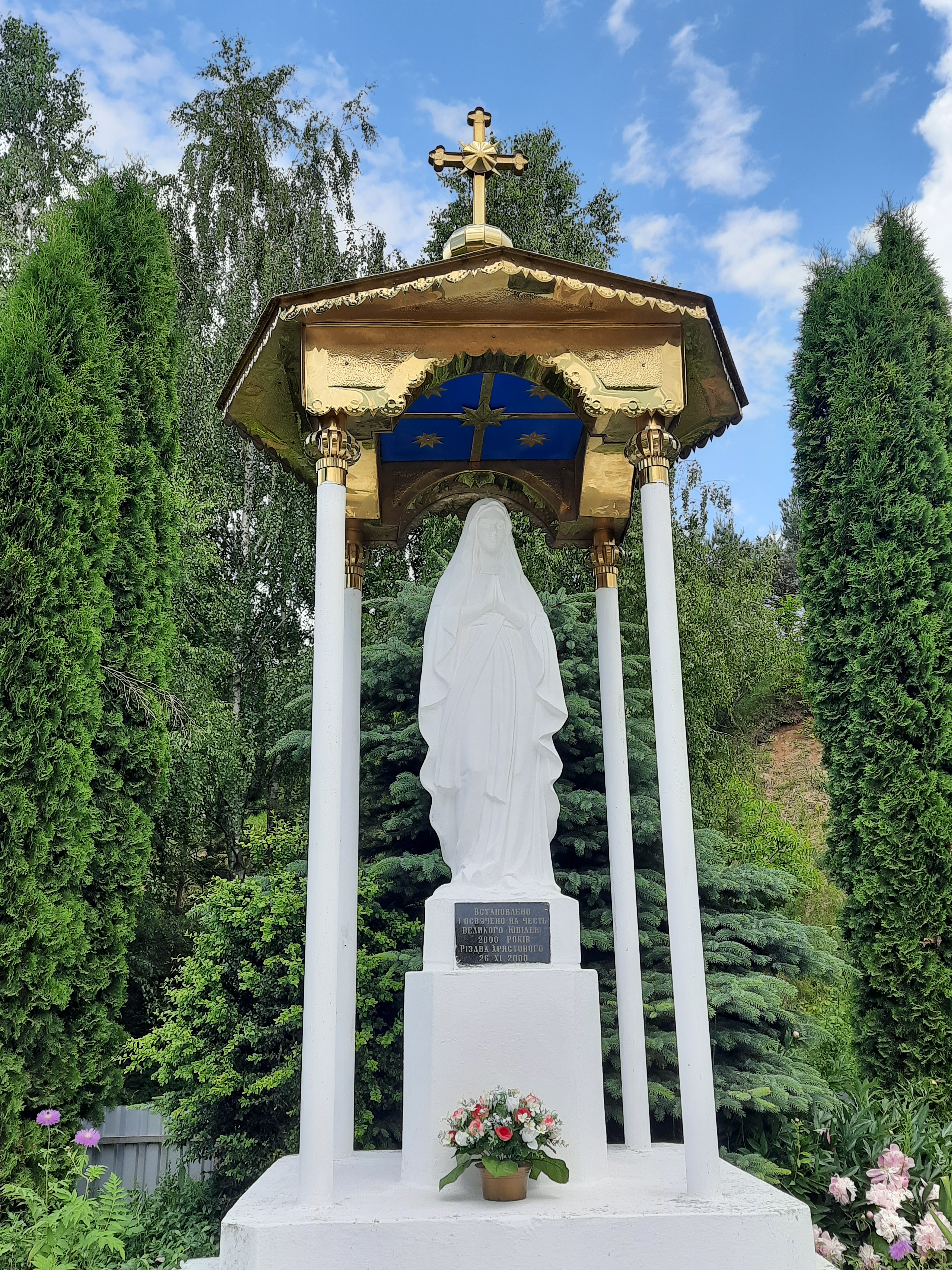
Статуя Божої Матері
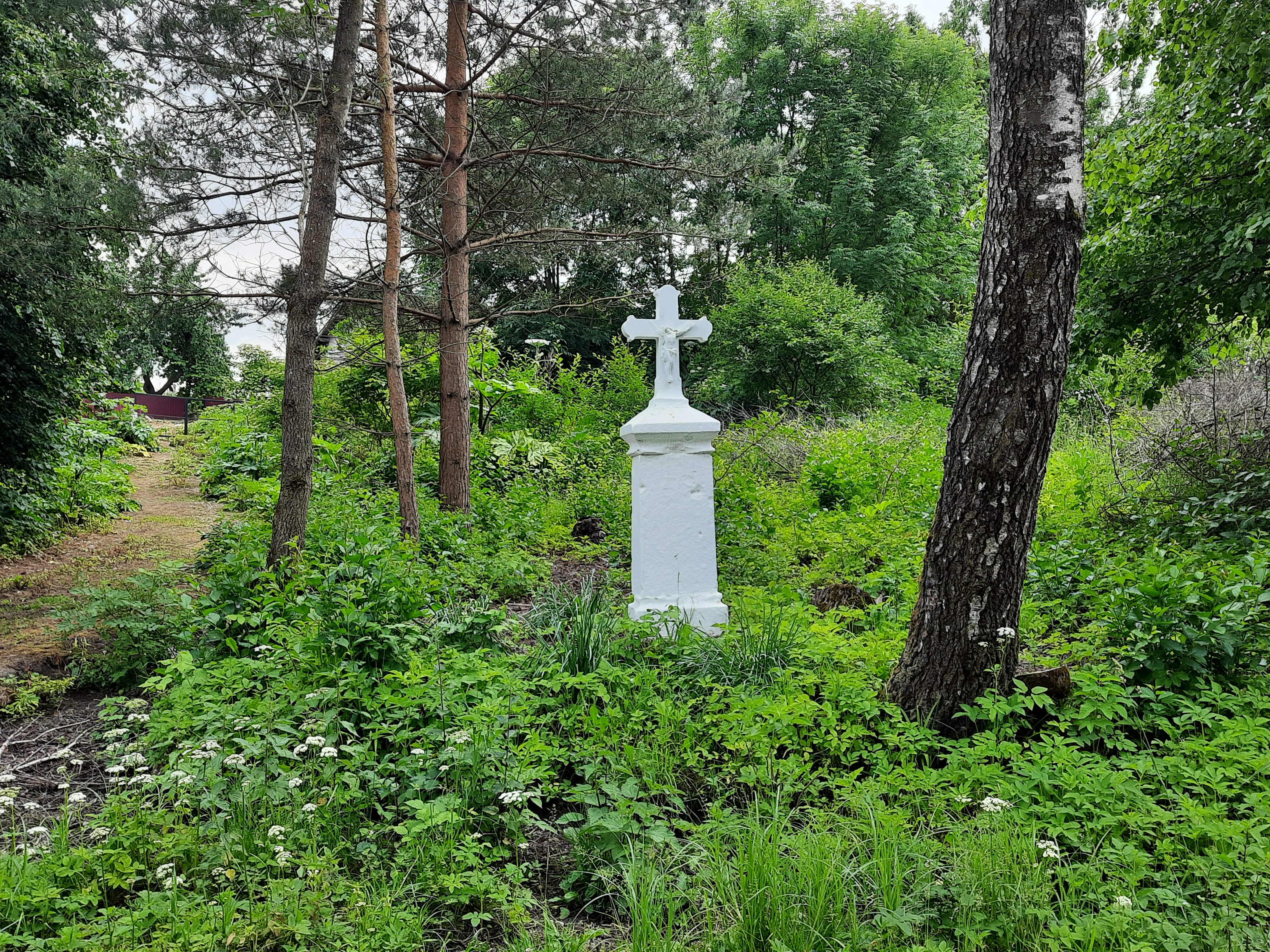
Пам'ятний хрест
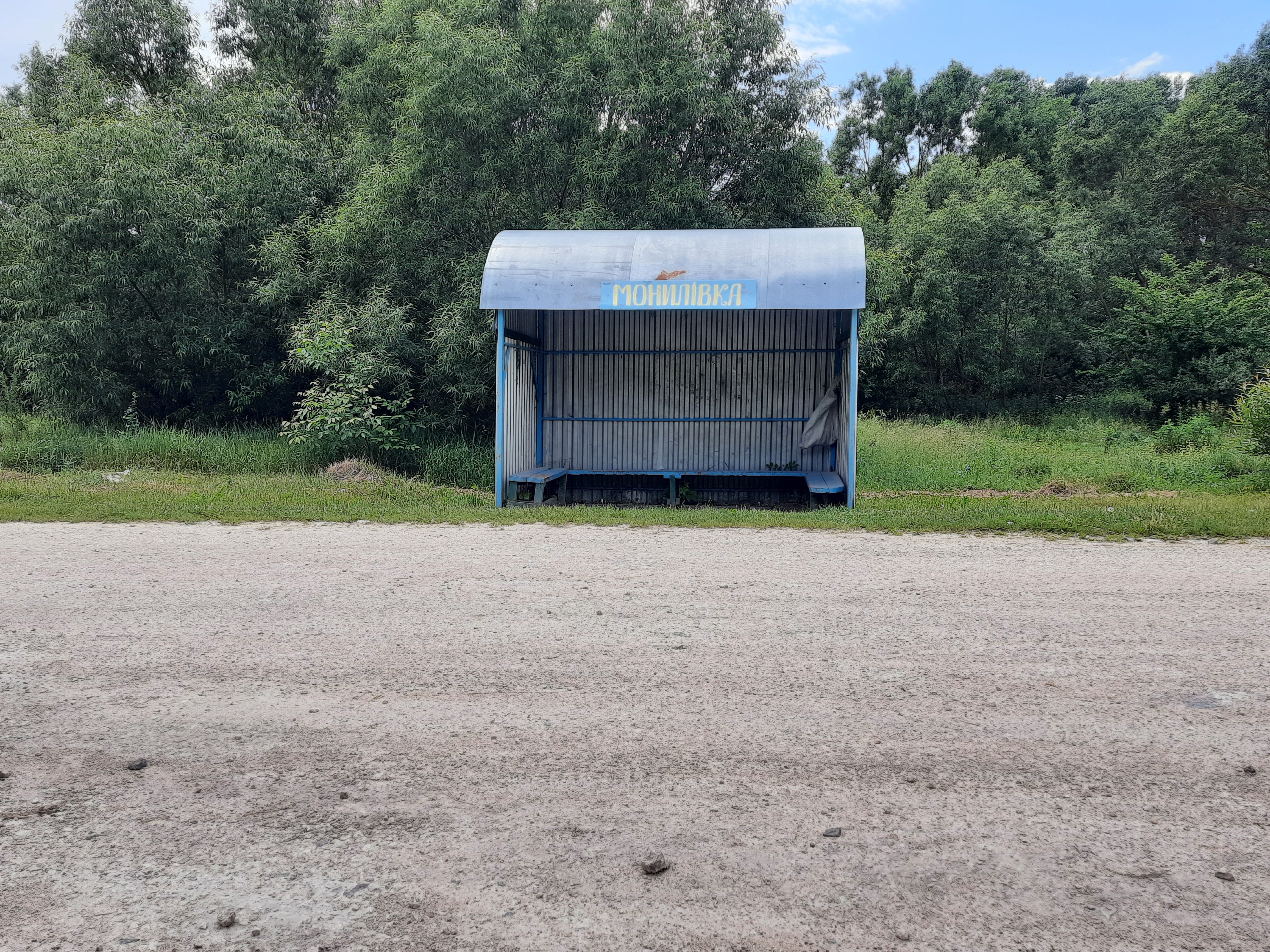
Автобусна зупинка